# Azannes-et-Soumazannes
Azannes-et-Soumazannes település Franciaországban, Meuse megyében. Lakosainak száma 160 fő (2022. január 1.). Azannes-et-Soumazannes Beaumont-en-Verdunois, Billy-sous-Mangiennes, Chaumont-devant-Damvillers, Gremilly, Mangiennes, Ornes, Romagne-sous-les-Côtes és Ville-devant-Chaumont községekkel határos.

## Népesség
A település népességének változása:
| Lakosok száma | 221  | 177  | 165  | 174  | 163  | 167  | 165  | 162  | 161  | 160  |
|               | 1968 | 1982 | 1990 | 2006 | 2013 | 2015 | 2017 | 2019 | 2020 | 2022 |